# Hirokazu Ishihara
Hirokazu Ishihara (石原 広教, , Ishihara Hirokazu), né le 26 février 1999 à Fujisawa au Japon, est un footballeur japonais qui évolue au poste de défenseur central ou de milieu de terrain au Urawa Red Diamonds.

## Biographie

### En club
Né à Fujisawa au Japon, Hirokazu Ishihara est formé par le Shonan Bellmare, où il officie comme capitaine dans les équipes de jeunes du club.
Il fait sa première apparition avec l'équipe première le 5 juin 2016, lors d'une rencontre de Coupe de la Ligue japonaise contre le Vissel Kobe. Il entre en jeu à la place de Daisuke Kikuchi lors de cette rencontre perdue par les siens (0-2). 
Il réalise sa première apparition en J. League face au Kashiwa Reysol, le 2 mai 2018. Il est titularisé puis remplacé par Mitsuki Saito lors de cette rencontre perdue par les siens (1-2).
En janvier 2019, Hirokazu Ishihara est prêté une saison à l'Avispa Fukuoka.
En janvier 2024, Hirokazu Ishihara rejoint le Urawa Red Diamonds. Le transfert est annoncé dès le 25 décembre 2023.

### En sélection
Avec les moins de 19 ans, il participe au championnat d'Asie des moins de 19 ans en 2018. Lors de cette compétition organisée en Indonésie, il joue trois matchs. Il se met en évidence en délivrant une passe décisive contre l'Irak en phase de poule. Le Japon s'incline en demi-finale face à l'Arabie saoudite.